# Muzeum Księdza Jerzego Popiełuszki w Warszawie
Muzeum Księdza Jerzego Popiełuszki w Warszawie – muzeum poświęcone osobie księdza, błogosławionego i męczennika Kościoła katolickiego Jerzego Popiełuszki. Muzeum znajduje się na terenie kościoła św. Stanisława Kostki w Warszawie (ul. Hozjusza 2), w którym w latach 1980–1984 posługiwał ksiądz Jerzy Popiełuszko. 
Muzeum powstało w roku 2004 z inicjatywy ówczesnego proboszcza, prałata Zygmunta Malackiego. 9 sal muzealnych zawiera kilka tysięcy eksponatów, w tym przedmioty osobiste księdza Jerzego, przedmioty związane z jego męczeńską śmiercią, zdjęcia, prezentacje filmowe i dźwiękowe. W 2019 muzeum odwiedziło 57 tysięcy osób, w tym 7 tysięcy obcokrajowców. 